# Mary Nakhumicha Zakayo
Mary Nakhumicha Zakayo (19 aprile 1979) è un'atleta paralimpica keniota.

## Biografia
Nakhumicha ha partecipato ai suoi primi Giochi paralimpici a Barcellona 1992 dove vinse una medaglia d'oro nel lancio del giavellotto. In seguito ha vinto tre medaglie d'argento nella gara di giavellotto ad Atlanta 1996, Sydney 2000 e a Pechino 2008 e una medaglia di bronzo nel 2000. L'atleta africana ha vinto medaglie ai Mondiali paralimpici di atletica leggera.
Nel 2008 è stata nominata sportiva keniota dell'anno. Nel 2012, durante i Giochi paralimpici di Londra, ha ricevuto il premio Whang Youn Dai.

## Palmarès
| Anno | Manifestazione       | Sede         | Evento                        | Risultato | Prestazione | Note |
| ---- | -------------------- | ------------ | ----------------------------- | --------- | ----------- | ---- |
| 1992 | Giochi paralimpici   | Barcellona   | Lancio del giavellotto THW7   | Oro       | 21,50 m     |      |
| 1994 | Mondiali paralimpici | Berlino      | Getto del peso F57            | Bronzo    | 5,89 m      |      |
| 1996 | Giochi paralimpici   | Atlanta      | Lancio del giavellotto F55-57 | Argento   |             |      |
| 2000 | Giochi paralimpici   | Sydney       | Getto del peso F57            | Bronzo    | 7,49 m      |      |
| 2000 | Giochi paralimpici   | Sydney       | Lancio del giavellotto F58    | Argento   |             |      |
| 2002 | Mondiali paralimpici | Lilla        | Lancio del giavellotto F57/58 | Argento   | 21,20 m     |      |
| 2008 | Giochi paralimpici   | Pechino      | Lancio del giavellotto F57/58 | Argento   | 22,64 m     |      |
| 2011 | Mondiali paralimpici | Christchurch | Lancio del giavellotto F57/58 | Bronzo    | 20,35 m     |      |